# Edward Miller (polski piłkarz)
Edward Miller (ur. 31 maja 1908 w Łodzi, zm. 26 sierpnia 1965 w Łodzi) – polski piłkarz, pomocnik lub napastnik.
Był pierwszoligowym piłkarzem ŁKS Łódź. W reprezentacji Polski wystąpił tylko raz, w rozegranym 6 września 1936 spotkaniu z Łotwą, które Polska zremisowała 3:3.